# Corrèze
La Corrèze (/kɔʁɛz/) è un dipartimento francese della regione Nuova Aquitania.
La sua prefettura è Tulle e la sua più grande città Brive-la-Gaillarde. L'Insee e la Posta gli attribuiscono il codice 19. I suoi abitanti sono chiamati i "Corréziens" /kɔʁezjɛ̃/.

## Geografia fisica
Le principali città, oltre al capoluogo Tulle, sono Brive-la-Gaillarde, Ussel e Égletons.
La Corrèze fa parte della regione Nuova Aquitania. I dipartimenti limitrofi sono i dipartimenti della Creuse, della Alta Vienne, del Cantal, della Puy-de-Dôme, del Lot e della Dordogna.
Localizzato all'ovest del Massiccio Centrale, il suo punto culminante è il monte Bessou, di un'altezza di 987 m. Il dipartimento deriva il proprio nome dal fiume Corrèze, che lo attraversa da nord-est a sud-ovest.